# Laurence Pithie
Laurence Pithie, född 17 juli 2002, är en nyzeeländsk tävlingscyklist som tävlar för Red Bull–Bora–Hansgrohe.

## Karriär

### Tidiga år
Som ung tränade Pithie främst löpning men till följd av en knäskada 2014 började han med cykling följande år. Vid juniorvärldsmästerskapen i bancykling tog hsn som 17-åring guld i både madison och omnium.

### 2021–2022: Debut i Groupama–FDJ Continental Team
Inför 2021 värvades Pithie av Groupama–FDJ Continental Team. Vid Circuit de Wallonie, ett UCI Europe Tour-lopp, slutade han på tredje plats och tog sin första pallplats i ett lopp på den nivån. I augusti 2021 vann Pithie totaltävlingen i Baltic Chain Tour efter att slutat tvåa i samtliga tre etapper.
I mars 2022 vann Pithie den tredje etappen i Tour de Normandie. Två dagar senare fick han överge tävlingen efter att ha fallit och brutit nyckelbenet. I juli samma år vann Pithie Grand Prix de la ville de Pérenchies före lagkamraten Rait Ärm.

### 2023: Första säsongen i WorldTour
Inför 2023 flyttades Pithie upp till WorldTour-laget Groupama–FDJ. Han inledde säsongen med en rad tävlingar i Oceanien och cyklade Down Under Classic samt sin första WorldTour-tävling Tour Down Under utan nämnvärda resultat. Pithie tävlade sedan vid nyzeeländska mästerskapen och slutade tvåa efter Logan Currie i tempoloppet samt på 10:e plats i linjeloppet.
Efter en händelselös insats vid UAE Tour tog Pithie en topplacering vid Nokere Koerse, där det blev en åttonde plats. Tre dagar senare slutade han tvåa i Classic Loire Atlantique, endast besegrad av Axel Zingle. Dagen därpå tog Pithie sin första proffsseger i Cholet-Pays de la Loire. Nästa topplacering för honom kom i maj då han slutade på femte plats i Circuit de Wallonie.
I augusti slutade Pithie på femte plats i Cyclassics Hamburg, vilket var hans första topp 5-placering i ett WorldTour-lopp. Kort därefter slutade Pithie på sjunde plats i den första etappen i WorldTour-loppet Renewi Tour. Han avslutade säsongen med en femte plats i Grand Prix d'Isbergues och tävlande i Tour de Luxembourg.

### 2024: Cadel Evans Great Ocean Road Race
Pithie inledde säsongen med topp 10-placeringer i flera etapper i Tour Down Under samt en femte plats i Surf Coast Classic. I januari tog han även sin första WorldTour-seger i Cadel Evans Great Ocean Road Race efter en avslutande sprint.

## Meriter

### Landsväg
2019
Vinnare  av nyzeeländska mästerskapen i kriterium
2:a  i linjeloppet vid oceaniska juniormästerskapen
2:a i linjeloppet vid nyzeeländska juniormästerskapen
2020
3:a i linjeloppet vid nyzeeländska juniormästerskapen
2021
Vinnare totalt  i Baltic Chain Tour
Vinnare  av poängtävlingen
Vinnare  av ungdomstävlingen
Vinnare av etapp 1 (lagtempolopp) i New Zealand Cycle Classic
3:a i Circuit de Wallonie
4:a i GP Adria Mobil
7:a totalt i Tour de la Mirabelle
2022
Nyzeeländska mästerskapen
Vinnare  i U23-linjeloppet
2:a i U23-temoploppet
3:a i linjeloppet
Vinnare av Grand Prix de la ville de Pérenchies
Vinnare av etapp 3 i Tour de Normandie
3:a totalt i New Zealand Cycle Classic
Vinnare  av ungdomstävlingen
3:a i Gran Premio Sportivi di Poggiana
8:a i Grote Prijs Jean-Pierre Monseré
10:a i Paris–Troyes
2023
Vinnare i Cholet-Pays de la Loire
2:a i U23-temoploppet vid nyzeeländska mästerskapen
2:a i Classic Loire Atlantique
5:a i Cyclassics Hamburg
5:a i Circuit de Wallonie
5:a i Grand Prix d'Isbergues
8:a i Nokere Koerse
2024
Vinnare i Cadel Evans Great Ocean Road Race
2:a i Grand Prix d'Isbergues
Nyzeeländska mästerskapen
3:a i linjeloppet
3:a i tempoloppet
5:a i Surf Coast Classic
7:a i Paris–Roubaix
8:a i Le Samyn
10:a i Grand Prix de Fourmies
2025
3:a i Cadel Evans Great Ocean Road Race
5:a i temoploppet vid nyzeeländska mästerskapen

### Bana
2019
Juniorvärldsmästerskapen
Vinnare  i omnium
Vinnare  i madison (med Kiaan Watts)
Nyzeeländska juniormästerskapen
Vinnare  i omnium
3:a i lagförföljelse
3:a i kilometerlopp
Vinnare  i individuell förföljelse vid oceaniska juniormästerskapen
2020
Nyzeeländska mästerskapen
Vinnare  i lagförföljelse
Vinnare  i madison (med Tom Sexton)